# Pseudogarypinus frontalis
Pseudogarypinus frontalis es una especie de arácnido del orden Pseudoscorpionida de la familia Olpiidae.

## Distribución geográfica
Se encuentra en California, Washington y Texas en (Estados Unidos).